# 夏曲镇
夏曲镇，是中华人民共和国西藏自治区那曲市比如县下辖的一个乡镇级行政单位。

## 行政区划
夏曲镇下辖以下地区：
夏曲卡社区、伯托社区、玉纳村、扎勒村、扎热村、瓦塘村、改耐村、勒加库村、热萨村、色娘村、勒根村、诺美尼村、布龙村、克玛村、热布村、察曲村、茶迁村、永嘎勒村、托那莫布村、娘热村、仲拉村和边塘村。